# Paul Scott
Paul Mark Scott, född 25 mars 1920 i Southgate, Enfield, London, död 1 mars 1978 i London, var en brittisk romanförfattare, dramatiker och poet, mest känd för sin tetralogi Raj Quartet. Hans roman Staying On vann Bookerpriset 1977.

## Ungdomstiden
Paul Scott föddes i Southgate i norra London, som den yngsta av två söner. Hans far Thomas var från Yorkshire men hade flyttat till London på 1920-talet och var reklamtecknare specialiserad på pälsar och damunderkläder. Hans mor Frances var från södra London.
Han utbildade sig vid Winchmore Hill Collegiate School (en privatskola) men tvingades sluta vid 14 års ålder då hans far fick finansiella problem. Han arbetade som bokföringsassistent för CT Payne och tog kvällskurser i bokföring. Han började skriva lyrik på sin lediga tid.

## Militärtjänsten
Paul Scott kallades in som värnpliktig till armén som menig 1940 strax innan andra världskriget tog sin början, där han ingick i Intelligence Corps. Han träffade och gifte sig med Penny i Torquay 1941.
1943 sändes han till Indien där han verkade som officer. Han slutade kriget som kapten och organiserade logistiken för fjortonde arméns återerövring av Burma, som hade fallit för japanerna 1942. Trots att han från början förskräcktes av attityden till britterna, hettan och dammet, sjukdomarna och fattigdomen, fick han som så många andra en varm känsla för Indien.
Efter demobiliseringen 1946 anställdes han som bokförare för två små bokförlag och arbetade där fram till 1950. Hans två döttrar (Carol och Sally) föddes 1947 och 1948. 1950 började Scott arbeta hos Pearn, Pollinger & Higham och blev efterhand direktör. Medan han var där var han ansvarig för att representera bland andra Arthur C. Clarke, Morris L. West, M M Kaye och Muriel Spark.

## Författarkarriär
Scott publicerade sin första roman Johnny Sahib 1952 (efter att ha blivit refuserad sjutton gånger) som fick ett ljumt mottagande. Han fortsatte att skriva och gav ut en roman varje år då han 1960 beslutade sig för att försöka leva som författare på heltid.
Hans romaner hade fram till dess tenderat att bygga på hans erfarenheter av Indien och hans tjänstgöring i armén. 1962 kom romanen Birds of Paradise som fortsatte på dessa teman och inte blev någon framgång varför Scott insåg att han måste leta efter inspiration på annat håll. Hans nästa två romaner The Bender och The Corrida at San Feliu, är synbara försök att experimentera med nya former och platser. Men ingen av dessa blev någon framgång, varken finansiellt eller konstnärligt.
I juni 1964 började Scott skriva The Jewel in the Crown, den första romanen som kom att bli the Raj Quartet. Den gavs ut 1966 utan att möta någon större entusiasm. De återstående romanerna i serien gavs ut under de nio kommande åren – The Day of the Scorpion, (1968), The Towers of Silence, (1971) och A Division of the Spoils, (1974). Romanerna utspelade sig i den fiktiva indiska staden Mayapore. Han kompletterade sina inkomster från böckerna med att skriva recensioner för The Times, Times Literary Supplement, New Statesman och Country Life.
Hans roman Staying On gavs ut 1977. Inte långt efter att den givits ut fick Scott diagnosen koloncancer.
Vid tiden för deras utgivning, mottogs romanerna Raj Quartet, var för sig och kollektivt, med ringa entusiasm. Endast Staying On blev en framgång och vann Bookerpriset 1977. Scott var dock för sjuk för att kunna närvara vid utdelningen i november. Han dog på Middlesex Hospital i London 1 mars 1978.
The Jewel in the Crown har som sin huvudintrig konfrontationen mellan Hari Kumar, en ung indier uppväxt i England, och polisen Ronald Merrick som både hatar och attraheras av Kumar och som letar efter honom efter det att Daphne Manners, en engelsk flicka som är kär i Kumar och har uppvaktats av Merrick, blir våldtagen.
1980 filmatiserade Granada Television Staying On, med Trevor Howard och Celia Johnson som Tusker Smalley och hans fru Lucy. Framgången då den första gången sändes på brittisk TV i december 1980 sporrade Granada Television att ta sig an det mycket större projektet att göra The Raj Quartet till en TV-serie i fjorton delar kallad The Jewel in the Crown, (Juvelen i kronan), som hade TV-premiär i Storbritannien i början av 1984. År 2001 röstade Brittiska Filminstitutet fram serien som det 22:a bästa brittiska TV-programmet genom tiderna. Den har också radiodramatiserats i nio delar för BBC Radio 4 under sin originaltitel 2005.